# Desmond Connell
Desmond Connell, irski rimskokatoliški duhovnik, škof in kardinal, * 24. marec 1926, Dublin, Irska, † 17. februar 2017, Dublin.

## Življenjepis
19. maja 1951 je prejel duhovniško posvečenje.
21. januarja 1988 je bil imenovan za nadškofa Dublina; 6. marca istega leta je prejel škofovsko posvečenje. 26. aprila 2004 se je upokojil s tega položaja, nasledil pa ga je Diarmuid Martin.
21. februarja 2001 je bil povzdignjen v kardinala (kot prvi nadškof Dublina po več kot 100 letih) in imenovan za kardinal-duhovnika S. Silvestro in Capite.